# Bách Tế Pháp vương
Pháp Vương (mất 600, trị vì 599–600) là vị quốc vương thứ 29 của Bách Tế, một trong Tam Quốc Triều Tiên. Ông là con trai cả của Bách Tế Huệ Vương. Ông trị vì trong giai đoạn Bách Tế suy giảm sức mạnh, mất khu vực thung lũng sông Hán về tay kình địch Tân La. Tên hiệu của ông cho thấy sự nhấn mạnh đối với đức tin Phật giáo.
Triều đại ngắn nủi của Pháp Vương có một điều đáng nhớ là việc ông cấm sát sinh, bao gồm cả săn bắn và làm thịt. Ông ra lệnh thả chim ưng và đốt cháy tất cả các công cụ đánh bắt cá và săn bắn. Theo Tam quốc di sự (Samguk Yusa), lệnh cấm này được ban hành vào tháng 12 âm lịch của năm 599.
Ông cũng bắt đầu cho xây dựng Mireuksa (Di Lặc tự), công trình được hoàn thành vào thời người kế vị ông, Bách Tế Vũ Vương.